# Colobostema dilemmum
Colobostema dilemmum är en tvåvingeart som beskrevs av Cook 1971. Colobostema dilemmum ingår i släktet Colobostema och familjen dyngmyggor. Inga underarter finns listade i Catalogue of Life.